# Шайенн (Оклахома)
Шайенн (англ. Cheyenne) — город и административный центр округа Роджер-Милс в американском штате Оклахома. По данным переписи населения США 2020 года, численность населения составляла 771 человек.

## Население
| 2010 | 2020 |
| ---- | ---- |
| 801  | ↘771 |